# Fagbladet FOA
Fagbladet FOA er blandt de største fagblade i Danmark og er fagforeningen FOA's medlemsblad.
Bladet sendes til FOA's 173.000 medlemmer og 5.076 interessenter i regioner og kommuner.[kilde mangler]
Bladet udkommer i fire versioner, der afspejler opdelingen af faggrupper i FOA:

## Faggrupper
- Social-sundhed
- Pædagogisk
- Kost-service
- Teknik-service

## Ekstern kilde og henvisning
- Fagbladet FOA Arkiveret 6. juli 2018 hos  Wayback Machine